# 第6偵察隊
第6偵察隊（だいろくていさつたい、JGSDF 6th Reconnaissance Unit）は、陸上自衛隊大和駐屯地（宮城県黒川郡大和町）に駐屯する第6師団隷下の機甲科（偵察）部隊である。

## 概要
第6師団の情報収集専任部隊として第6師団の行動に必要な情報を、偵察警戒車、軽装甲機動車や偵察用オートバイなどの車両や各種偵察用器材を使用して情報収集する任務にあたる。隊長は2等陸佐が充てられ、大和駐屯地司令を兼ねる。

## 沿革
第6管区隊偵察中隊
- 1954年（昭和29年）
  - 10月15日：新町駐屯地において第6管区隊偵察中隊として編成。
  - 10月25日：新町駐屯地から船岡駐屯地に移駐。
- 1956年（昭和31年）3月31日：船岡駐屯地から大和駐屯地に移駐。

第6偵察隊
- 1962年（昭和37年）8月15日：第6管区隊の第6師団への改編に伴い、第6偵察隊に改称。
- 1999年（平成11年）3月29日：第3偵察小隊のコア化改編。
- 2006年（平成18年）3月27日：部隊改編。

1. 第3偵察小隊（コア小隊）廃止、第4偵察小隊新編。軽装甲機動車が配備。
2. 後方支援体制変換に伴い、整備部門を第6後方支援連隊第2整備大隊偵察直接支援小隊へ移管。

- 2019年（平成31年）3月26日：第6戦車大隊廃止に伴い、大和駐屯地司令職務担任部隊に指定[1]。司令職務室を新設。

## 整備支援部隊
- 第6後方支援連隊第2整備大隊偵察直接支援小隊「6後支-2整-偵」（大和駐屯地）：2006年（平成18年）3月27日から

## 部隊編成
- 第6偵察隊本部
- 第6偵察隊本部付隊
- 電子偵察小隊
- 第1偵察小隊
- 第2偵察小隊
- 第3偵察小隊
- 第4偵察小隊（空中機動）

装備車両の部隊表示は、全て「6偵」

## 主要装備
- 87式偵察警戒車
- 82式指揮通信車
- 軽装甲機動車
- 偵察用オートバイ
- 1/2tトラック / 73式小型トラック
- 1 1/2tトラック / 73式中型トラック
- 3 1/2tトラック / 73式大型トラック
- 89式5.56mm小銃